# Трёхполосая коровка
Трёхполосая коровка (лат. Coccinella trifasciata) — вид жуков из семейства божьих коровок.

## Распространение
Ареал обширен. В России обитает, например, в Кемеровской, Магаданской, Камчатской, Амурской и Мурманской областях, Хабаровском и Приморском крае, на Сахалине, в Сибири. Вне России встречается в Северо-Восточном Китае, Монголии и Северной Америке.

## Описание
На красных надкрыльях жука — три отчётливых поперечных чёрных пятна. Ноги тёмные, почти чёрные.

## Подвиды
Известно три подвида:
- Coccinella trifasciata perplexa Mulsant, 1850
- Coccinella trifasciata subversa LeConte, 1854
- Coccinella trifasciata trifasciata Linnaeus, 1758